# Snap (gestor de paquets)
Snap o Snappy és un sistema d'empaquetament i desplegament de programari desenvolupat per Canonical per a sistemes operatius que utilitzen el nucli Linux i el sistema d'inicialització systemd. Esdevenint un sistema en el qual les aplicacions inclouen tot el necessari per a funcionar, en comptes de dependre d'altres paquets instal·lats al mateix sistema, les anomenades dependències. Alhora que facilita l'actualització de programari i s'ofereixen característiques relacionades amb el confinament i l'aïllament de processos. Els paquets Snap destaquen per poder-se emprar a l'escriptori, al servidor i al núvol.
El projecte Snap va sorgir de l'esforç per construir un telèfon impulsat per Ubuntu el 2014. Posteriorment, en veure que no era viable, Canonical va aprofitar l'esforç tecnològic per a Snappy Ubuntu Core i es va centrar en dispositius d'internet de les coses, La versió Ubuntu 16.04 LTS del 2016 fou la primera en introduir Snap a l'escriptori de manera predeterminada.

## Components
L'ecosistema Snap proporciona un entorn adient per a instal·lar i gestionar paquets a Linux. Hi ha cinc components principals:
- Snapd: El dimoni snap; ofereix el servei de fons que gestiona i manté les instantànies en un sistema Linux. Les instantànies s'executen com a aplicacions aïllades i independents, amb un fort confinament de seguretat.[7]
- Snap: l'eina d'interfície de línia d'ordres emprada per a instal·lar i gestionar versions compilades d'aplicacions en un sistema Linux. Present en gairebé totes les distribucions Linux, es pot implementar per al desenvolupament de l'internet de les coses.[8]
- Canals: Un canal determina quina versió d'una captura està instal·lada i comprova si hi ha actualitzacions.
- Snap Store: És on els desenvolupadors publiquen les aplicacions empaquetades amb snap i des d'on els usuaris de Linux poden instal·lar programari.
- Snapcraft: l'eina marc perquè els desenvolupadors empaquetin els seus programes en el format Snap. El seu propòsit és assegurar que el resultat d'una construcció sigui el mateix, independentment de la distribució o sistema operatiu on es construeixi.[9][2]